# Mohammed Waheed Hassan
Mohammed Waheed Hassan (Malé, 3 de janeiro de 1953) é um político das Maldivas, foi Presidente das Maldivas de 2012 até 2013. Hassan, que se formou na Universidade de Stanford, assumiu após a renúncia de Mohamed Nasheed, primeiro presidente eleito democraticamente nas Maldivas.

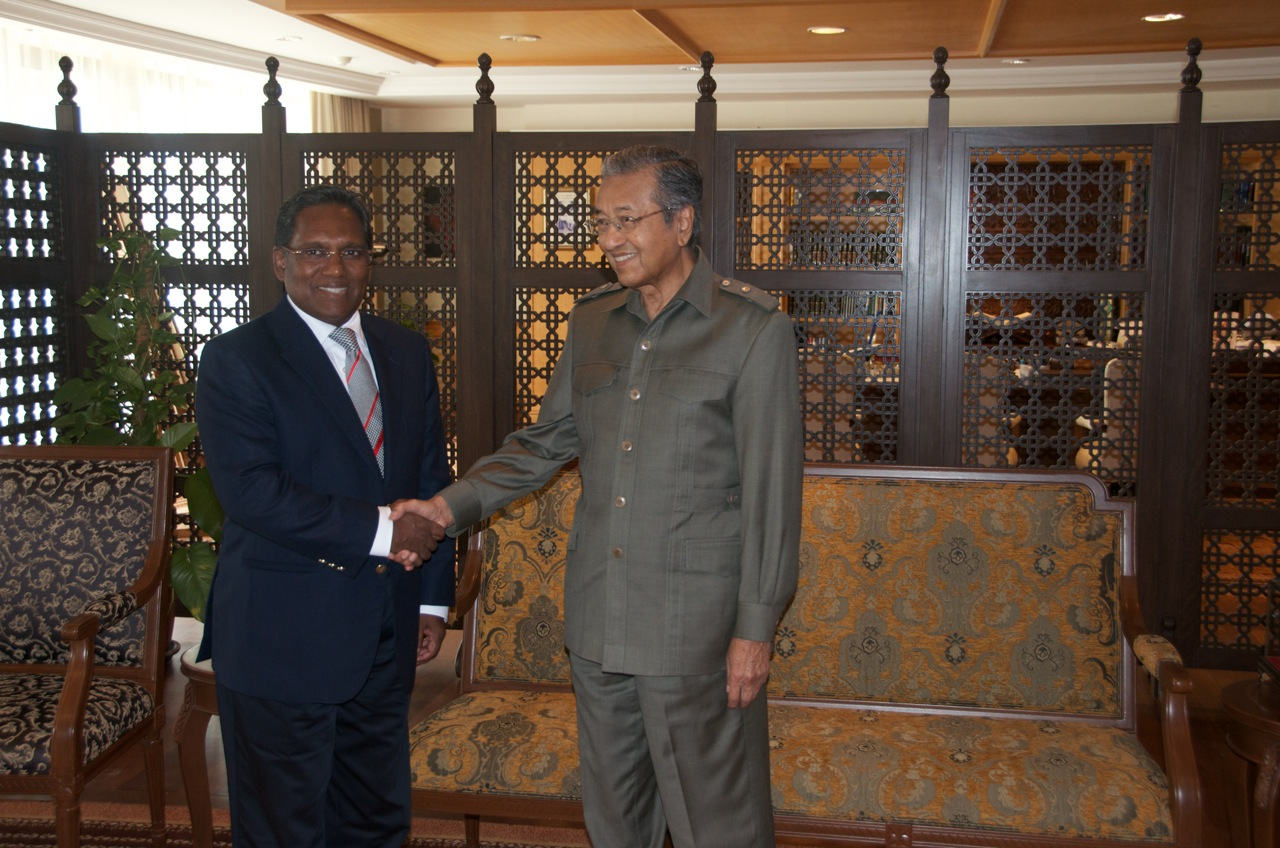
Waheed e Mahathir bin Mohamad (1 de janeiro de 2013)